# Senryu Girl
Senryu Girl (яп. 川柳少女 Сэнрю: Сё:дзё) — манга Масакуни Игараси, выпускающаяся c октября 2006 года в журнале Weekly Shōnen Magazine издательства Kodansha.
5 апреля 2019 года начался показ аниме-сериала на основе манги. Его производством занимается студия Connect.

## Сюжет
История рассказывает об отношениях между Нанако Юкисиро, девушки, общающейся только с помощью стихов сэнрю, написанных на тандзаку, и Эйдзи Бусудзимы, бывшего хулигана, пытающегося написать собственные сэнрю.

## Медиа

### Манга
Манга Senryu Girl была написана и проиллюстрирована Масакуни Игараси и выпускается в еженедельном сёнэн-журнале Weekly Shōnen Magazine издательства Kodansha с октября 2016 года. На февраль 2019 года было издано 8 томов манги общим тиражом более 600 000 экземпляров.
Большая часть глав выполнена в формате ёнкома с несколькими более традиционными панелями, вставленными между ними.
| № | Дата публикации  | ISBN                   |
| - | ---------------- | ---------------------- |
| 1 | 17 апреля 2017   | ISBN 978-4-06-395885-0 |
| 2 | 17 июля 2017     | ISBN 978-4-06-510061-5 |
| 3 | 17 октября 2017  | ISBN 978-4-06-510309-8 |
| 4 | 16 февраля 2018  | ISBN 978-4-06-510968-7 |
| 5 | 15 июня 2018     | ISBN 978-4-06-511619-7 |
| 6 | 14 сентября 2018 | ISBN 978-4-06-512603-5 |
| 7 | 17 декабря 2018  | ISBN 978-4-06-513485-6 |
| 8 | 15 марта 2019    | ISBN 978-4-06-514442-8 |

### Аниме
6 декабря 2018 года была анонсирована аниме-адаптация манги. Режиссёром сериала стал Масато Дзинбо, а Маки Хасимото — дизайнером персонажей. Премьера состоялась 5 апреля 2019 года на MBS, TBS и BS-TBS. Длительность серий составляет 15 минут. Американская компания Sentai Filmworks лицензировала серию для показа во всем мире, кроме Азии.